# Chouy
Chouy es una comuna francesa, situada en el departamento de Aisne, de la región de Alta Francia.

## Demografía
| 361 | 306 | 278 | 239 | 269 | 318 | 391 | 375 |
| Para los censos de 1962 a 1999 la población legal corresponde a la población sin duplicidades (Fuente: INSEE [Consultar]) |     |     |     |     |     |     |     |